# Серпокрилець непальський
Серпокрилець непальський (Apus nipalensis) — вид птахів родини серпокрильцевих (Apodidae). Поширений в Південній Азії.

## Поширення
Ареал виду знаходиться в Південно-Східній Азії від Непалу на схід на південь до Бангладеш та індійських штатів Мізорам, Маніпур і Нагаленд. Звідти північна межа ареалу продовжується на південний схід Китаю. В Японії трапляється на південь від 36-го градуса широти. Далі на південь мешкає в М'янмі, Таїланді, Лаосі, В'єтнамі, Камбоджі, Східному Тиморі та Малайзії. Він також широко поширений на островах Південно-Східної Азії, таких як Суматра, Ява, Балі, Борнео та північні Філіппіни.